# Eilema tardenota
Eilema tardenota là một loài bướm đêm thuộc phân họ Arctiinae, họ Erebidae.